# Trezzo sull'Adda
Trezzo sull'Adda é uma comuna italiana da região da Lombardia, província de Milão, com cerca de 11.596 habitantes. Estende-se por uma área de 12 km², tendo uma densidade populacional de 966 hab/km². Faz fronteira com Cornate d'Adda, Bottanuco (BG), Capriate San Gervasio (BG), Busnago, Grezzago, Vaprio d'Adda.

## Demografia
| Variação demográfica do município entre 1861 e 2011                               |
|                                                                                   |
| Fonte: Istituto Nazionale di Statistica (ISTAT) - Elaboração gráfica da Wikipedia |